# Fototropism
Fototropism kan också avse en egenskap hos vissa ämnen att vid inverkan av ljus undergå en tillståndsförändring som i allmänhet visar sig genom en färgförändring som karakteriseras av att den i mörkret mer eller mindre fort åter går tillbaka.

Illustration av fototropism hos en växt. De röda prickarna är auxin. Om ljuskällan befinner sig rakt över skottet är auxin jämnt fördelat och skottet rakt. Om ljuset kommer från sidan ansamlas auxin på skuggsidan med resultatet att skottet böjer sig mot ljuset.

Fototropism (av grekiska foto 'ljus' och trope 'vändning') betyder inom växtfysiologin tillväxt eller rörelse av en fast organism mot eller från ljuset. Hos växter är fototropism en respons på blå våglängder av ljuset och orsakas av en omfördelning av auxin från den belysta sidan till den mörkare sidan av skottet, resulterande i att cellerna elongerar på den mörkare sidan av skottet mot ljuskällan. Vissa fastsittande evertebrater har också fototropism.
I praktiken innebär fototropismen t.ex. att ett träd eller annan växt som kommit att luta t.ex. på grund av en storm inte fortsätter att växa i stammens/stjälkens riktning utan i stället återtar sin tillväxtriktning mot ljuset.